# Теоретический минимум. Всё, что нужно знать о современной физике
Теоретический минимум. Всё, что нужно знать о современной физике  (англ. The Theoretical Minimum) ― научно-популярная книга  американского физика-теоретика, одного из создателей теории струн Леонарда Сасскинда. Написана совместно с Джорджем Грабовски. Книга была первоначально опубликована 29 января 2013 года издательством «Basic Books»
«Теоретический минимум» — это книга и серия лекций по непрерывному образованию Стэнфордского университета, которые стали популярным контентом на YouTube. Серия началась с книги «Что вам нужно знать», переизданной под названием «Классическая механика: теоретический минимум».
В настоящее время серия состоит из трёх книг (по состоянию на середину 2021 года), охватывающих первые три из шести основных курсов, посвящённых: классической механике, квантовой механике, специальной теории относительности и классической теории поля, общей теории относительности, космологии и статистической механике. Видео по всем этим курсам доступны в Интернете. Кроме того, Сасскинд сделал доступными видеолекции по целому ряду дополнительных предметных областей, включая: продвинутую квантовую механику, бозон Хиггса, квантовую запутанность, теорию струн и черные дыры. Полная серия включает более 100 лекций на сумму порядка 200 часов контента, причем некоторые из отдельных лекций получили более миллиона просмотров на YouTube.

## Содержание
Книга представляет собой математическое введение в различные концепции теоретической физики, такие как принцип наименьшего действия, лагранжева механика, гамильтонова механика, скобки Пуассона и электромагнетизм. Это первая книга из серии под названием «Теоретический минимум», основанной на курсах непрерывного образования Стэнфордского университета, которые ведёт всемирно известный физик Леонард Сасскинд. На курсах учат всему, что необходимо для получения базового понимания каждой области современной физики, включая большую часть фундаментальной математики.

## Полная серия лекций

### Основной курс 1: классическая механика
Книга, также опубликованная в 2014 году издательством «Penguin Books» под названием «Классическая механика: теоретический минимум» (ISBN 978-0141976228), дополнена видеозаписями полных лекций, доступными в Интернете.  

### Основной курс 2: Квантовая механика
Вторая книга из этой серии Леонарда Сасскинда и Арта Фридмана была опубликована в 2014 году издательством «Basic Books» под названием «Квантовая механика: теоретический минимум» ( ISBN 978-0465062904 ). 

### Основной курс 3: Специальная теория относительности и классическая теория поля
Третья книга из этой серии Леонарда Сасскинда и Арта Фридмана была опубликована в 2017 году. Она охватывает специальную теорию относительности и классическую теорию поля.

### Основной курс 4: Общая теория относительности
Четвертая книга Леонарда Сасскинда и Андре Кабанна из этой серии была опубликована в 2023 году. Она посвящена общей теории относительности.

### Основные курсы 5–6
Лекции в остальных двух курсах по темам:
- Космология
- Статистическая механика

## Дополнительные курсы
Сасскинд провел дополнительные лекционные курсы из серии «Теоретический минимум» по этим предметам (или с этими названиями):
- Продвинутая квантовая механика
- Бозон Хиггса.
- Квантовая запутанность.
- Относительность.
- Физика элементарных частиц 1: Основные понятия.
- Физика элементарных частиц 2: Стандартная модель.
- Физика элементарных частиц 3: Суперсимметрия и великое объединение.
- Теория струн.
- Космология и черные дыры.

## Издание в России
В России книга была переведена на русский язык и опубликована в 2016 году.